# Clara Amfo
Clara Amfo (Kingston upon Thames, Londres, 22 de mayo de 1984) es una presentadora de televisión y locutora británica. Es más conocida por ser la presentadora del programa de medio día de BBC Radio 1, en reemplazo de Fearne Cotton desde el 25 de mayo de 2015. En 2020, compitió en la serie 18 de Strictly Come Dancing.

## Primeros años
Amfo nació en Kingston upon Thames, Londres. Su padre era un microbiólogo que emigró de Ghana en la década de 1970. Amfo asistió a la Escuela Burntwood e Wandsworth, Londres y a la Escuela Holy Cross en New Malden antes de estudiar Artes de los Medios además de Escritura Profesional y Creativa en St Mary's University College, Twickenham.

## Carrera
Amfo comenzó como becario de marketing en KISS FM. Presentó el estreno británico de Red Riding Hood, Baby Driver, Tomb Raider, Kingsman y Black Panther de Marvel en Hammersmith Apollo y ha informado sobre diversos eventos en el Reino Unido, incluidos los festivales Wireless, Global Gathering, SW4 y NASS. En 2012 fue nominada a un Sony Radio Award en la categoría «Rising Star». En septiembre de 2013, se unió a BBC Radio 1Xtra como presentadora del programa de fin de semana. En 2013, fue contratada como presentadora de los programas semanales Official UK Top 40 de MTV y Top 20 Chart, así como The Official Chart Update y Top 20. El 26 de septiembre de 2013, apareció en Innuendo Bingo de BBC Radio 1.
En 2015, Amfo se convirtió en la presentadora de The Official Chart en BBC Radio 1. En febrero de 2015 también se anunció que reemplazaría a Fearne Cotton como presentadora del programa de medio día de Radio 1, hogar de Live Lounge, en 25 de mayo de 2015, y por lo tanto dejando el espectáculo de 1Xtra. En julio de 2016, se convirtió en la narradora de Coach Trip en E4. En febrero de 2017, presentó el backstage de los BRIT Awards para ITV2. En diciembre de 2017, presentó The Year in Music 2017 con Claudia Winkleman en BBC Two. También presentó Top of the Pops por primera vez, con Fearne Cotton en BBC One. En febrero de 2018, regresó al backstage de los BRIT Awards en ITV2. En junio de 2020, fue ampliamente elogiada por pronunciar un discurso en su programa en BBC Radio 1 sobre la muerte de George Floyd, el racismo y su efecto en su propia salud mental. El 2 de septiembre de 2020, se anunció que Amfo participaría en la serie 18 de Strictly Come Dancing, teniendo como pareja al bailarín profesional Aljaž Škorjanec. Fueron eliminados en la sexta semana de competencia, quedando en el séptimo puesto.